# Russell Mulcahy
Russell Mulcahy (* 23. Juni 1953 in Melbourne) ist ein australischer Regisseur und Drehbuchautor.

## Leben
Mulcahy begann seine Filmkarriere als Videoclipregisseur u. a. von Elton John, Duran Duran und Bonnie Tyler. Nach seinem Regiedebüt Razorback (1984), einem Horrorthriller über ein überdimensioniertes Wildschwein, folgte 1986 Highlander – Es kann nur einen geben. Dieser Film, der durch seine unkonventionelle Schnitt- und Kameratechnik und die Musik von Queen beim Publikum ankam, machte den Regisseur bekannt. Danach gelang Mulcahy kein großer Erfolg mehr. Weder die Fortsetzung Highlander II – Die Rückkehr (1991), noch der Thriller Ricochet – Der Aufprall (1991) mit Denzel Washington und John Lithgow oder die beiden Flops Karen McCoy – Die Katze (1993) mit Kim Basinger und Shadow und der Fluch des Khan (1994) mit Alec Baldwin konnten an seinen anfänglichen Erfolg heranreichen. Die folgenden Filme von Mulcahy erschienen oft als Videopremiere, so dass er sich wieder verstärkt der Schaffung von Musikvideos zuwandte, u. a. für Billy Joel und AC/DC. Seit Ende der 1990er Jahre inszeniert er auch Episoden für Fernsehserien, darunter The Hunger (1997–2000), Queer as Folk (2000–2001), Skin (2003) und Teen Wolf (2011–2017). Er verantwortete auch die Fortsetzung Teen Wolf: The Movie (2023).

## Filmografie (Auswahl)
Als Regisseur
- 1984: Razorback – Kampfkoloß der Hölle (Razorback)
- 1986: Highlander – Es kann nur einen geben (Highlander)
- 1991: Highlander II – Die Rückkehr (Highlander II – The Quickening)
- 1991: Ricochet – Der Aufprall (Ricochet)
- 1992: Blue Ice
- 1993: Karen McCoy – Die Katze (The Real McCoy)
- 1994: Shadow und der Fluch des Khan (The Shadow)
- 1996: Silent Trigger – Im Fadenkreuz des Killers (Silent Trigger)
- 1998: Talos – Die Mumie (Tale of the Mummy)
- 1999: Resurrection – Die Auferstehung (Resurrection)
- 2000: USS Charleston – Die letzte Hoffnung der Menschheit (On the Beach, Fernsehfilm)
- 2001: The Lost Battalion – Zwischen allen Linien (The Lost Battalion, Fernsehfilm)
- 2003: Gegen den Strom (Swimming Upstream)
- 2005: Mysterious Island – Die geheimnisvolle Insel (Mysterious Island, Fernsehfilm)
- 2006: King Tut – Der Fluch des Pharao (The Curse of King Tut’s Tomb, Fernsehfilm)
- 2007: The Sitter – Das Kindermädchen (While the Children Sleep, Fernsehfilm)
- 2007: Resident Evil: Extinction
- 2008: Scorpion King: Aufstieg eines Kriegers (The Scorpion King 2: Rise of a Warrior)
- 2009: Prayers for Bobby (Fernsehfilm)
- 2009: Give ’em Hell, Malone
- 2011–2017: Teen Wolf (Fernsehserie)
- 2018: Flynn – Abenteurer. Eroberer. Hollywood-Legende (In Like Flynn)
- 2020: Tote Mädchen lügen nicht (13 Reasons Why, Fernsehserie, 2 Folgen)
- 2023: Teen Wolf: The Movie

Als Drehbuchautor
- 2012: Bait 3D – Haie im Supermarkt (Bait 3D)

Als Executive Producer
- 2012: Bait 3D – Haie im Supermarkt (Bait 3D)
- 2011–2017: Teen Wolf (Fernsehserie)

## Auszeichnungen
- 1985: MTV Video Music Awards: Video Vanguard Award

## Musikvideos (Auswahl)
- Queen – A Kind of Magic, Princes of the Universe (beide 1986)
- Kim Carnes – Bette Davis Eyes
- Buggles – Video Killed The Radio Star
- Duran Duran – The Wild Boys, Hungry like the Wolf